# Oussama Nasr
Oussama Nasr (ar. أسامة نصر;ur. 9 grudnia 2004) – tunezyjski zapaśnik walczący w stylu klasycznym. Brązowy medalista mistrzostw Afryki w 2023 i 2025, a także mistrzostw arabskich w 2023 i 2024. Drugi na mistrzostwach Afryki juniorów w 2023 i 2024 roku. 